# Palinacusia
La palinacusia è una particolare forma di allucinazione acustica, spesso associata a lesioni del lobo temporale, in cui si continua a percepire ripetutamente una parola o un suono anche dopo che lo stimolo fisico iniziale è cessato. Il termine infatti deriva dal greco antico πάλιν (pálin, "ancóra") e ἄκουσις (ákousis, "sentire"), cioè "sentire ancora".
La prima descrizione del fenomeno risale al 1965, pubblicata dal neurologo russo-americano Morris Boris Bender (1904-1983) e dal suo collega Sidney P. Diamond, che in seguito contribuirono anche a quella realizzata con Lawrence Jacobs e Martin Feldman, giudicata la più completa e dettagliata a tutt'oggi.
Il fenomeno «si riferisce a un sintomo piuttosto raro che implica la persistenza o la ripetizione esasperata di percezioni uditive, analoghe a quelle visive nella palinopsia o alla ripetizione di sensazioni tattili nella poliestesia tattile». Caratteristica della palinacusia è l'origine delle sensazioni uditive, che sembrano provenire da una sorgente nel mondo reale esterno per la loro nitidezza né possono essere distinte dai suoni reali come lo squillo di un telefono, il rombo di un motore o l'abbaiare di un cane. Tali sensazioni uditive persistenti vengono generalmente indicate come "illusioni", ma sono anche catalogate (forse meglio) come "allucinazioni"; tuttavia la classificazione più diffusa è quella più generica di "fenomeni di reduplicazione". Fra di esse sembrano prevalere le voci umane (da una singola parola a un'intera frase) e possono iniziare da subito dopo l'evento acustico reale fino al giorno successivo; la loro persistenza dura per più giorni ma anche per mesi e normalmente si ripetono più volte al giorno.